# André Oleffe
Pour les articles homonymes, voir Oleffe.
André Oleffe (10 mai 1914 - 18 août 1975), né à Court-Saint-Étienne en Brabant wallon (Belgique), est un économiste, homme d'affaires et homme politique belge.

## Biographie
Fils de typographe et démocrate chrétien, il effectue ses études secondaires à l’athénée royal d’Ixelles avant de poursuivre par des études d'ingénieur commercial à l’École de Commerce Solvay de l’ULB. 
Il a débuté dans l’enseignement puis dans l’administration publique où il rejoint la commission bancaire et travaille avec le ministre Camille Gutt. Il utilisa ses compétences dans le contentieux belgo-congolais. Il présida aussi le comité de concertation de la politique sidérurgique et à ce titre favorisa la fusion de Cockerill et Espérance-Longdoz. 
Il a été Directeur général et président de la Commission bancaire, président du Mouvement ouvrier chrétien puis ministre des Affaires économiques dans le gouvernement de Léo Tindemans. Il a aussi été président du conseil d’administration de l’UCL, il est l’un des fondateurs de Louvain-la-Neuve et de la clinique Saint-Pierre d’Ottignies.
Il fut Ministre des Affaires economique de Juin 1974 jusqu'a sa mort, le 18 aout 1975.

## Sources et Notes
- Nouvelle Biographie nationale de Belgique,  Académie royale de Belgique, Edition 1990, vol. II, page 296.